# Le Margnès
Le Margnès è un comune francese soppresso e frazione del dipartimento del Tarn della regione dell'Occitania. Dal 1º gennaio 2016 si è fuso con i comuni di Castelnau-de-Brassac e Ferrières per formare il nuovo comune di Fontrieu.

## Società

### Evoluzione demografica
Abitanti censiti